# 萨宾河 (美国)
萨宾河（英語：Sabine River，/səˈbiːn/）是流经美国德克萨斯州和路易斯安那州的一条河流，长510英里（820），在两州的交界处注入墨西哥湾，曾经是美国-墨西哥，以及美国与得克萨斯共和国的边界。